# Opuntia schumannii
Opuntia schumannii ist eine Pflanzenart in der Gattung der Opuntien (Opuntia) aus der Familie der Kakteengewächse (Cactaceae). Das Epitheton der Art ehrt den deutschen Botaniker und Kakteenspezialisten Karl Moritz Schumann.

## Beschreibung
Opuntia schumannii wächst strauchig und bildet Polster, die eine Wuchshöhe von 1 bis 2 Metern erreichen. Die umgekehrt-eiförmigen bis länglichen, am Rand welligen Triebabschnitte sind matt-dunkelgrün und bis zu 25 Zentimeter lang. Die wenigen, mittelgroßen Areolen stehen weit auseinander und tragen wenige, früh abfallende Glochiden. Die 2 bis 10 dunkelbraunen Dornen sind sehr ungleich. Sie sind etwas gedreht, abgeflacht, etwas spreizend und werden bis zu 4,5 Zentimeter lang.
Die gelblichroten oder orangen Blüten werden später dunkelrot und erreichen eine Länge von bis zu 6 Zentimetern. Die fleischigen, dunkelvioletten Früchte sind oval und bis zu 5 Zentimeter lang.

## Systematik und Verbreitung
Opuntia schumannii ist in Kolumbien und Venezuela verbreitet.
Die Erstbeschreibung wurde 1904 von Alwin Berger veröffentlicht.

## Verwendung
Die Früchte von Opuntia schumannii werden genutzt um Nahrungsmittel zu färben.

## Nachweise